# Млодзянув (Нижньосілезьке воєводство)
Млодзянув (пол. Młodzianów, нім. Idahof) — село в Польщі, у гміні Мілич Мілицького повіту Нижньосілезького воєводства.
Населення — 135 осіб (2011).
У 1975-1998 роках село належало до Вроцлавського воєводства.

## Демографія
Демографічна структура станом на 31 березня 2011 року:
|          | Загалом | Допрацездатний вік | Працездатний вік | Постпрацездатний вік |
| -------- | ------- | ------------------ | ---------------- | -------------------- |
| Чоловіки | 71      | 16                 | 45               | 10                   |
| Жінки    | 64      | 11                 | 33               | 20                   |
| Разом    | 135     | 27                 | 78               | 30                   |